# Sangalopsis fustina
Sangalopsis fustina är en fjärilsart som beskrevs av W. Warren 1895. Sangalopsis fustina ingår i släktet Sangalopsis och familjen mätare. Inga underarter finns listade.